# Jesuitenkolleg Telč

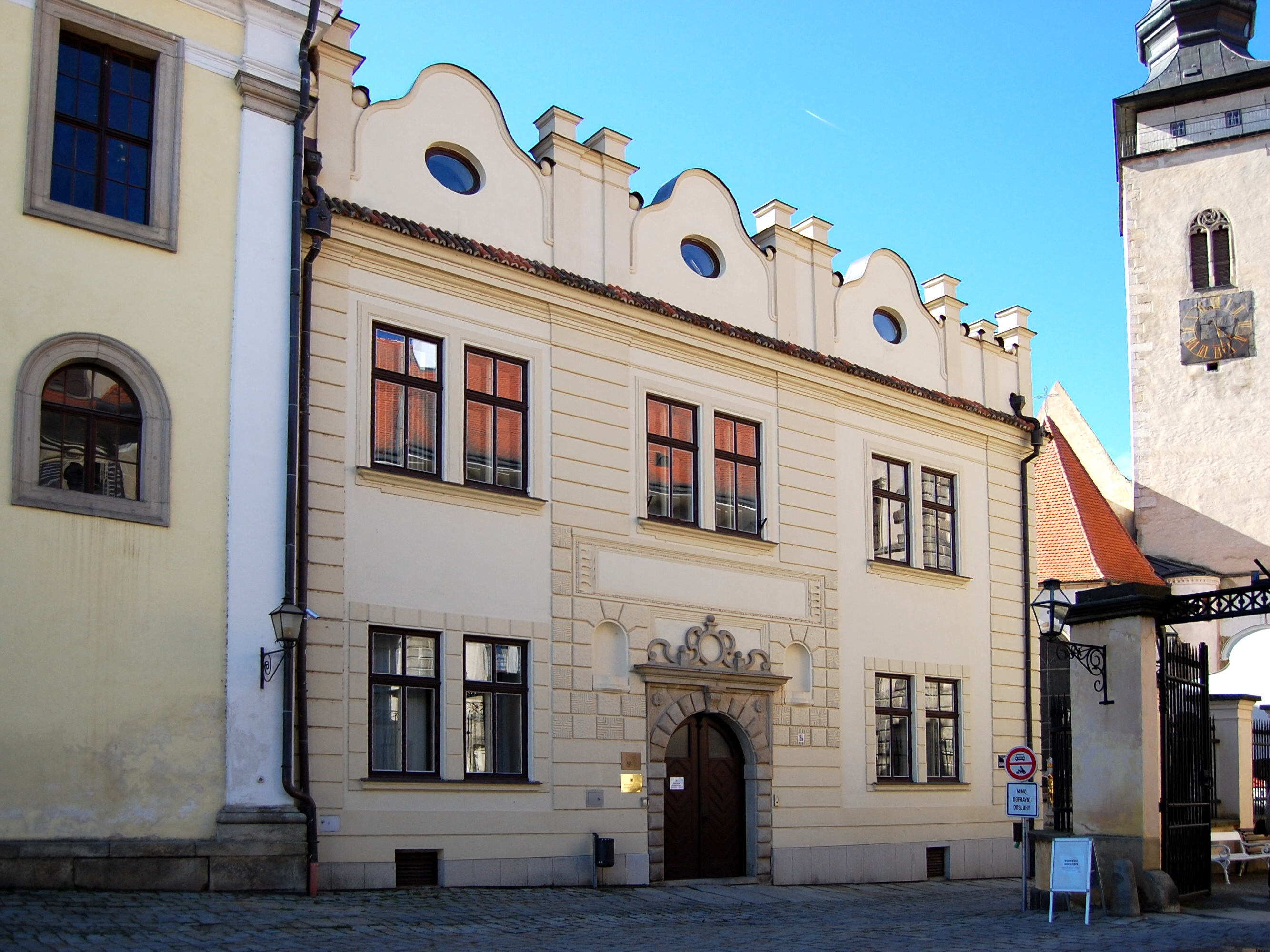
Jesuitenkolleg in Telč (nördliche Ecke vom Hauptplatz aus gesehen)

Das Jesuitenkolleg in Telč (deutsch Teltsch), einer tschechischen Stadt im Okres Jihlava der Region Vysočina, wurde ab 1651 errichtet. Das ehemalige Kolleg der Jesuiten ist ein geschütztes Kulturdenkmal.

## Geschichte
Am 26. Juli 1651 wurde auf Initiative der Gräfin Franziska Slavata von Meggau, Besitzerin von Freistadt, Telč und Opařany, der Grundstein für das Jesuitenkolleg gelegt. Sie hatte zuvor in der Nähe von Schloss Telč mehrere Häuser gekauft, auf deren Grundstücken der Neubau errichtet wurde.
Das Kolleg für 17 bis 19 Personen war durch die Stiftung von 50.000 Gulden und einem landwirtschaftlichen Hof gesichert.
1773 löste Kaiser Joseph II. den Jesuitenorden mit der Verordnung über die Aufhebung des Jesuitenordens auf. Der Bau wurde bis 1883 als Kaserne genutzt und diente danach als Mädchenschule und Museum. 
Heute befindet sich im Gebäude die Außenstelle Univerzitní centrum Telč der Brünner Masaryk-Universität.

## Bauwerk
Das zweigeschossige Gebäude im Stil des Barocks mit drei Flügeln um einen unregelmäßigen Hof steht am westlichen Ende des Marktplatzes. Die Jesuitenkirche begrenzt an der vierten Seite den Gebäudekomplex, der neben dem Schloss das größte Bauensemble bildet.
Die langen Gänge im Erdgeschoss und im ersten Obergeschoss waren mit Kreuzgewölben abgeschlossen. Das heutige Aussehen erhielt das Gebäude beim Umbau im Jahr 1906. 

## Persönlichkeiten
- Vitus Scheffer (1648–1717) arbeitete 1680/81 am Teltscher Kolleg.
- Adam Gilg (1653–1729), Missionar, Forschungsreisender und Dichter, wohnte 1684 im Kolleg.
- Kaspar Knittel (1644–1702), lehrte vermutlich auch am Teltscher Kolleg; starb 1702 in Teltsch.[3]